# Королевство Андорра
Короле́вство Андо́рра (кат. Regne de Andorra, исп. Reino de Andorra, фр. Royaume de Andorre) — непризнанное монархическое государство, кратковременно существовавшее на территории современной Андорры с 8 по 20 июля 1934 года. Во главе государства стоял русский эмигрант первой волны Борис Михайлович Скосырёв, при поддержке андоррцев провозгласивший себя королём Борисом I.
Де-факто королевская власть в Андорре просуществовала всего полторы недели. 20 июля Скосырев был арестован испанскими гражданскими гвардейцами, вызванными епископом Урхельским, и интернирован в Испанию.

## Предыстория

Борис I

На протяжении долгих лет Андорра существовала отдельно от внешнего мира и находилась в непосредственной зависимости от двух соседних государств: Испании и Франции. С 1278 года с редкими перерывами княжеством управлял дуумвират, состоящий из испанского представителя — епископа Урхельского и французского, которые зачастую менялись в связи со сменой власти в самой Франции.
В 1933 году в Андорру, где разгорались беспорядки на почве ограничения избирательного права, прибыл русский эмигрант и апатрид, штабс-капитан Борис Скосырёв. Трезво оценив обстановку в государстве, он решил извлечь из неё личную выгоду и бескровным путём захватить власть в стране. Первым его шагом на пути к власти было предоставление высшему законодательному и исполнительному органу власти в Андорре — Генеральному Совету — план осуществления реформ по превращению княжества в зону с благоприятным фискальным режимом по аналогии с другими карликовыми государствами Европы: Лихтенштейном, Монако и Люксембургом. Однако этот проект был отвергнут.
7 июля 1934 года Скосырев повторно обратился к Генеральному Совету, на этот раз предлагая себя в качестве короля Андорры. Заручившись поддержкой большинства членов Совета, он объявил себя сувереном Андорры Борисом I. Скосырев объяснил это тем, что к президентам Франции королевское право суверенитета над Андоррой якобы никогда не переходило, и теперь Борис взял на себя полномочия регента именно французского короля. Он самостоятельно написал первую в истории конституцию страны, напечатанную в местной информационной газете, а также распространенную с помощью листовок. Суть этой конституции, насчитывавшей всего 17 пунктов, сводилась к защите прав и интересов коренного населения, осуществляемой монархом.
8 июля Генеральный Совет официально утвердил реформы, предложенные Скосыревым, и признал его королём независимой Андорры.

## Правление Бориса I

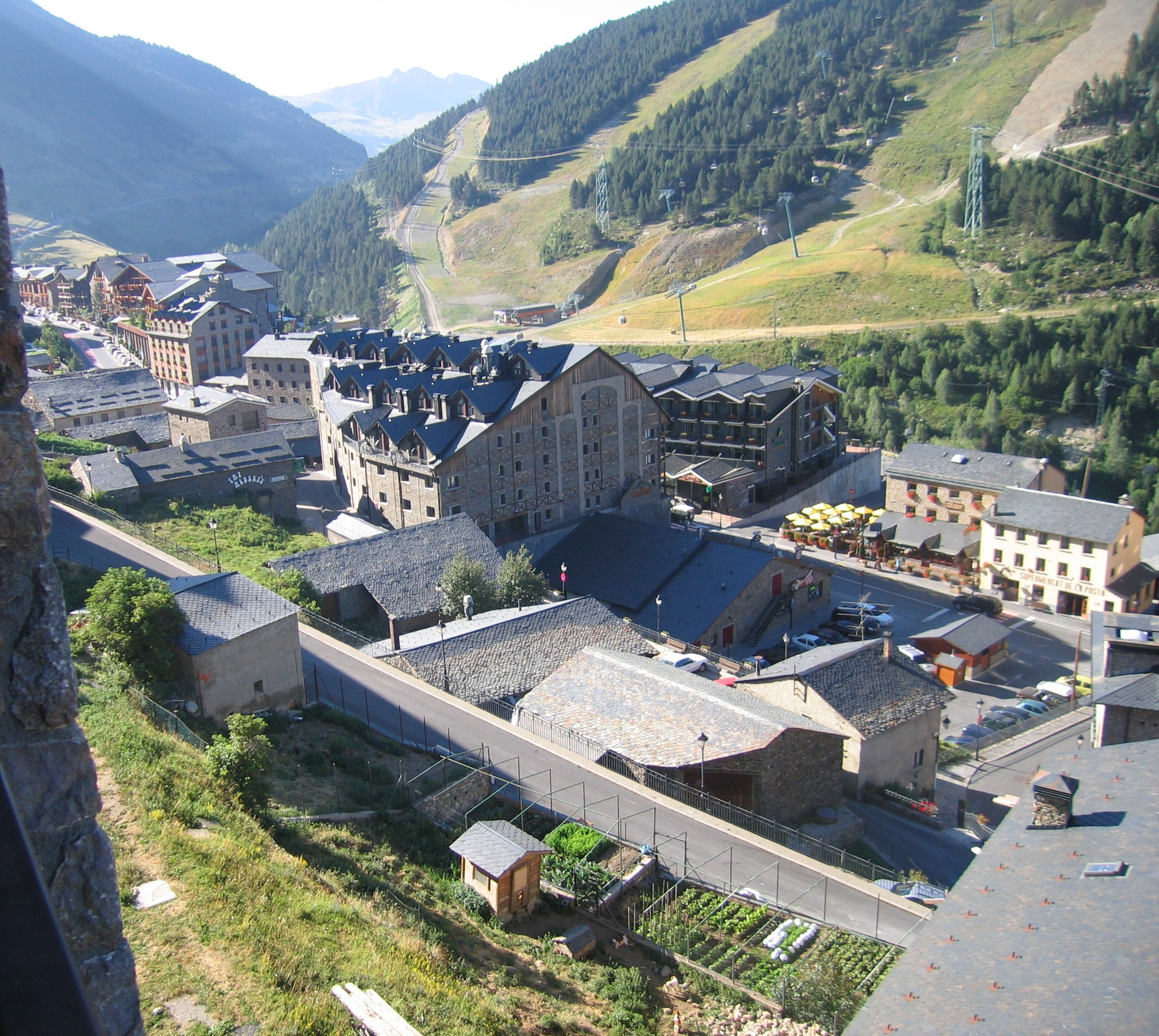
Современный вид на городок Сольдеу — фактическую столицу королевства, где находилась резиденция Бориса I

Главными задачами Бориса I было открытие Андорры миру и либерализация государства. В течение нескольких дней новый король подписал ряд указов либеральной направленности, в частности, ввел всеобщее избирательное право, снизил уровень налогообложения и, более того, подготовил проект полного освобождения андоррцев от уплаты налогов. Как Борис и обещал изначально, привилегии для иностранцев, такие, как возможность приобретения частной собственности, выгодная покупка ресурсов и свободная организация предпринимательства, были отменены в пользу коренного населения. Король провозгласил девиз государства: «Хватит жить на задворках истории!», призывающий андоррцев к поднятию национального духа.
Большой ошибкой Бориса стало объявление войны одному из бывших сокнязей Андорры, епископу Урхельскому. Получив известие об этом, епископ обратился к испанским жандармам с просьбой об аресте короля. 20 июля (согласно некоторым источникам — 14 июля) Скосырев был арестован четырьмя испанскими гражданскими гвардейцами, вызванными епископом Урхельским и выслан за пределы Андорры. Немного позже в Барселоне над ним состоялся суд, завершившийся изгнанием Скосырева из Испании. Дальнейшие следы бывшего монарха теряются.